# Bradamante

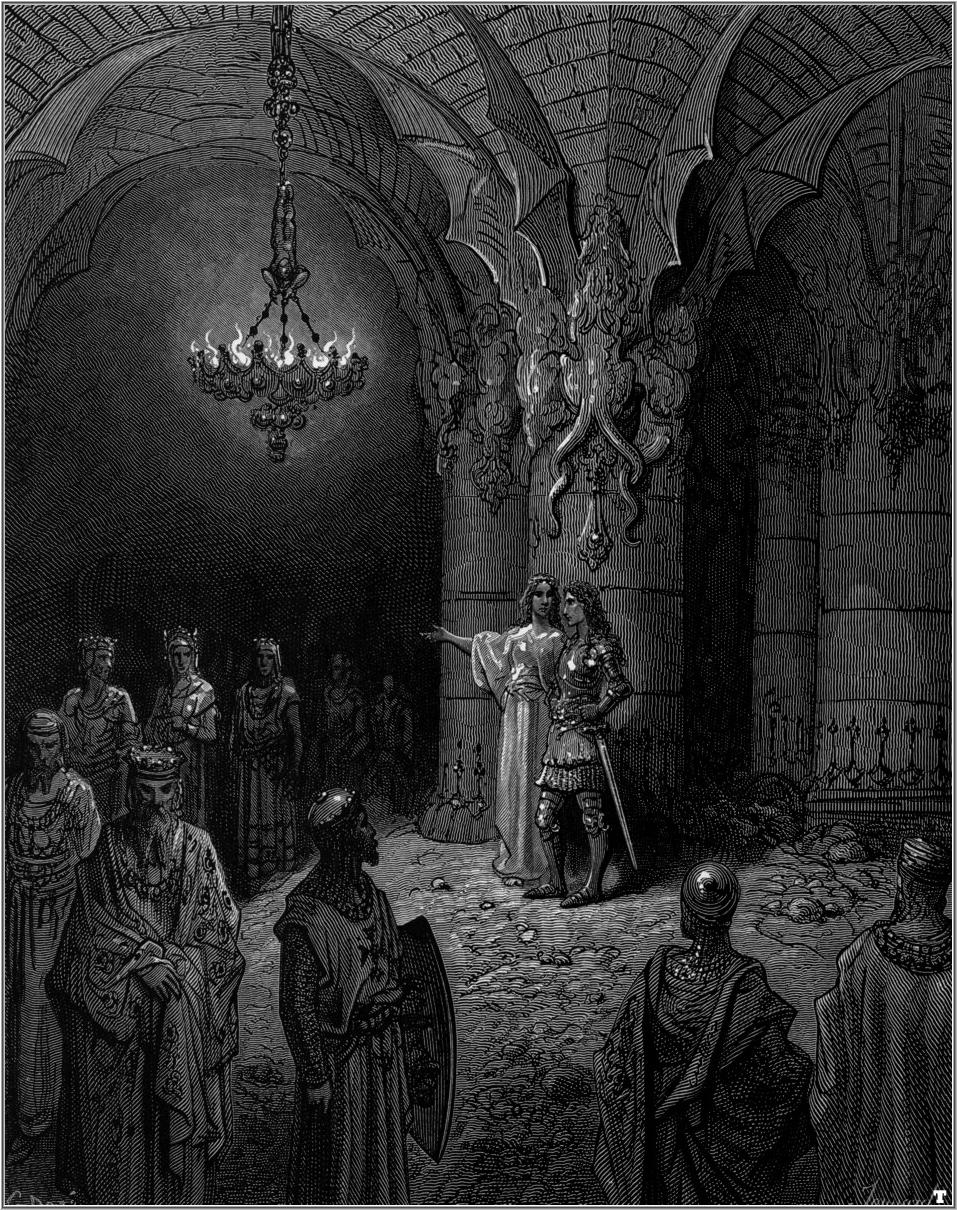
Bradamante hoort van de tovenares Melissa over de toekomstige nakomelingen van Ruggiero en van hemzelf (Gustave Dorés illustratie bij Orlando Furioso).

Bradamante is de zus van Rinaldo, en is een van de heldinnen in het episch gedicht Orlando Innamorato (1482) van de Italiaanse renaissancedichter Matteo Maria Boiardo. Zij komt ook voor in het vervolg ervan, de Orlando Furioso (publicatie in 1532) van Ludovico Ariosto. 
De heldin komt ook voor in de Historia di Bradiamonte sorella di Rinaldo, een anonieme cantare, voor het eerst in 1489 in Florence gedrukt. Daarin wordt dezelfde vrouwelijke krijger, met de naam Bradiamonte, opgevoerd.

## Verhaal
Bradamante wordt verliefd op de saraceense krijger Ruggiero, maar weigert met hem te trouwen, tenzij hij zich bekeert tot het christendom en de islam verzaakt. Bradamante en Ruggiero worden in het verhaal voorgesteld als de voorouders van het adellijke Huis van Este, die de patroons van zowel Boiardo als Ariosto waren geworden. Bradamante redt Ruggiero van gevangenneming door de tovenaar Atlante, maar ze worden al snel daarna van elkaar gescheiden. De twee geliefden trouwen uiteindelijk nadat Ruggiero zich bekeerd heeft tot het christendom. 
Bradamante wordt afgeschilderd als een van de grootste vrouwelijke ridders in de literatuur. Ze is een expert vechter en hanteert een magische lans die iedere ruiter van zijn paard kan werpen. Ze is ook een van de belangrijkste personages in verschillende romans, waaronder de surrealistische, hoogst ironische roman van Italo Calvino: Il Cavaliere inesistente (1959, De ridder die niet bestond).